# تشارلز كولينز
تشارلز كولينز (بالإنجليزية: Charles Collins)‏ (و. 1904 – 1999 م) هو مغني، وممثل، وممثل تلفزيوني، من الولايات المتحدة الأمريكية، ولد في فريدريك، توفي عن عمر يناهز 95 عاماً.

## وصلات خارجية
- تشارلز كولينز على موقع IMDb (الإنجليزية)
- تشارلز كولينز على موقع أول موفي (الإنجليزية)
- تشارلز كولينز على موقع قاعدة بيانات برودواي على الإنترنت (الإنجليزية)
- تشارلز كولينز على موقع قاعدة بيانات الأفلام السويدية (السويدية)
- تشارلز كولينز على موقع قاعدة بيانات الفيلم (الإنجليزية)
- تشارلز كولينز على موقع كينوبويسك (الروسية)